# Bitwa pod Tabaruzaką
Bitwa pod Tabaruzaką (jap. 田原坂の戦い Tabaruzaka no Tatakai) – starcie zbrojne, które miało miejsce w dniach 8–19 marca 1877 roku pomiędzy wojskami Cesarstwa Japonii a buntownikami Takamori Saigō w czasie rebelii Satsumy.

## Przebieg walk
4 marca gen. Aritomo Yamagata zdecydował się poprowadzić atak na główne siły buntowników, które osłaniały wojska oblegające Kumamoto. Siły zbuntowanych samurajów i ich sprzymierzeńców liczyły łącznie ok. 20 tys. ludzi, z czego 15 tys. zajęło pozycje w górach, w pobliżu miejscowości Tabaruzaka.
8 marca w Kagoshimie został wysadzony desant morski w sile kilku kompanii piechoty oraz 500 policjantów. Wojska cesarskie opanowały miasto z zaskoczenia, przejęły rebelianckie arsenały oraz aresztowały gubernatora prowincji Satsuma. Jednocześnie, druga grupa – dwie brygady piechoty, 1 500 policjantów – wylądowała w zatoce Yatsushiro. W ten sposób Yamagata chciał okrążyć buntowników i uniemożliwić im odwrót. Jednak zatoka była dobrze obserwowana i lądowanie w tym miejscu – choć zakończyło się sukcesem – przyniosło wojskom cesarskim poważne straty w ludziach.
W kolejnych dniach trwały ciężkie walki o cały rejon Tabaruzaki. Mniej liczne, ale lepiej wyszkolone i wyposażone wojsko rządowe ostatecznie 19 marca opanowało miejscowość Miyanohara. Buntownicy tego dnia ostatecznie zaprzestali obrony i podjęli odwrót.
W ciągu kilkunastu dni walk po obu stronach zginęło po ok. 4 tys. żołnierzy. Przełamanie obrony pod Tabaruzaką sprawiło, że wojska Saigō utraciły zdolność działań zaczepnych i od tej pory prowadziły praktycznie wyłącznie działania partyzanckie lub czysto obronne.